# زمالة الجمعية الأمريكية لتقدم العلوم

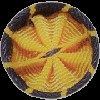
دبوس أعضاء الجمعية الأمريكية لتقدم العلوم.

زمالة الجمعية الأمريكية لتقدم العلوم (FAAAS) جائزة شرفية تمنحها الجمعية الأمريكية لتقدم العلوم (AAAS) للأشخاص البارزين من أعضاء الرابطة. يتم انتخاب الزملاء سنويا تكريما لهم عن جهودهم في تطوير العلم أو تطبيقاته سواء كانت تطبيقات معملية، نظريات علمية، بحوث، تعليم، تقنية، خدمات الجمعيات المهنية، الإدارات الأكاديمية وتفسير العلوم للجمهور.
بدأت الجمعية بمنح الزمالة منذ عام 1874.
تقوم الجمعية الأمريكية لتقدم العلوم بنشر تحديث سنوي لقائمة الزملاء النشطين كما توفر عنوانين البريد الإلكتروني للتحقق من حالة الزملاء غير النشطين.

## الزملاء
شملت قائمة زملاء الجمعية الأمريكية لتقدم العلوم العديد من الحاصلين على جوائز نوبل من أمثال مايكل دبليو يونج ومايكل روسباش والحائز على جائزة إيه سي إم تورينج دايفيد باترسون والحائز على جائزة IEEE إروين جاكوبس.

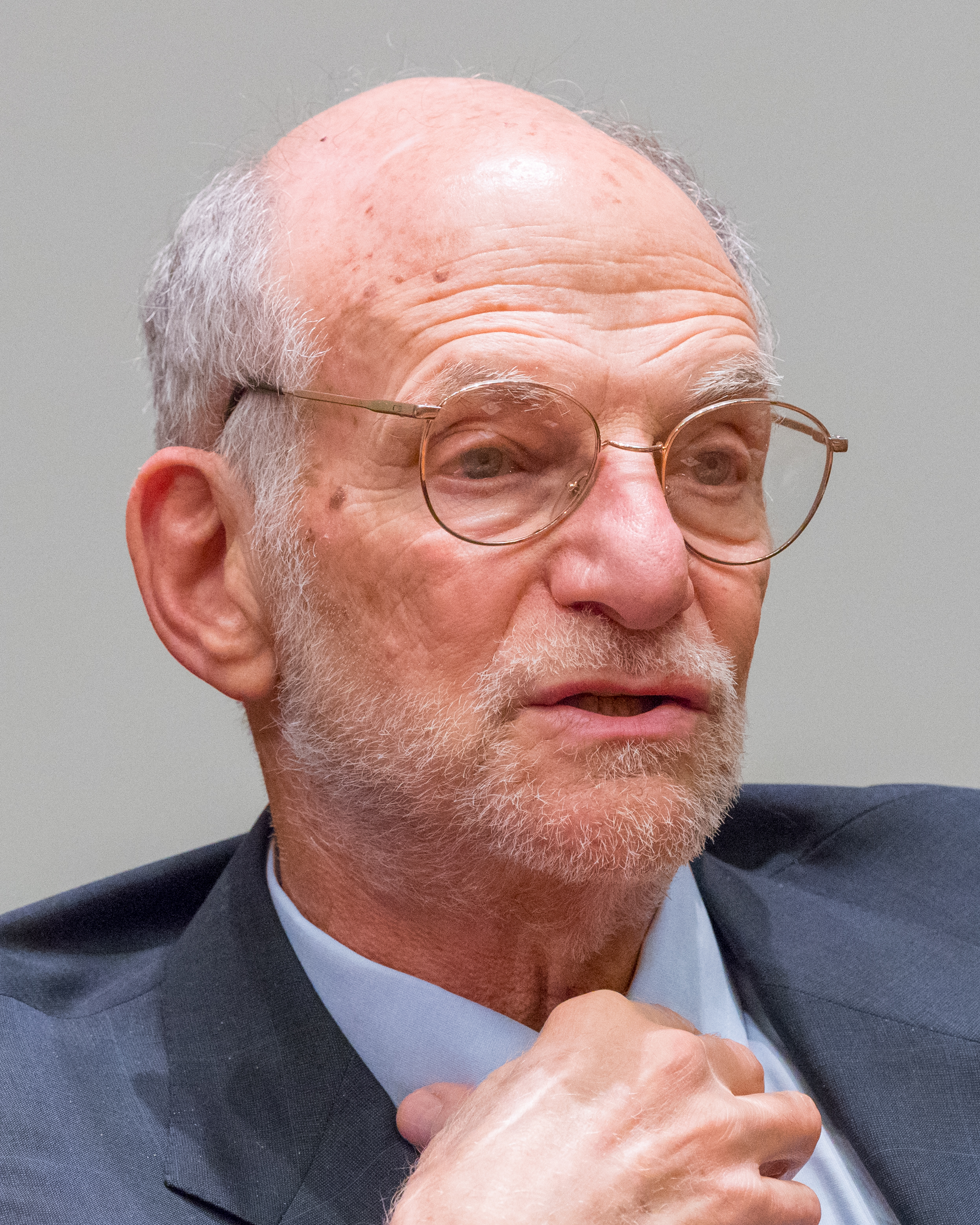
الحائز على جائزة نوبل مايكل دبليو يونج
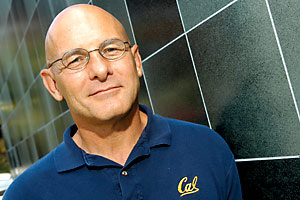
الحائز على جائزة إيه سي إم تورينج دايفيد باترسون
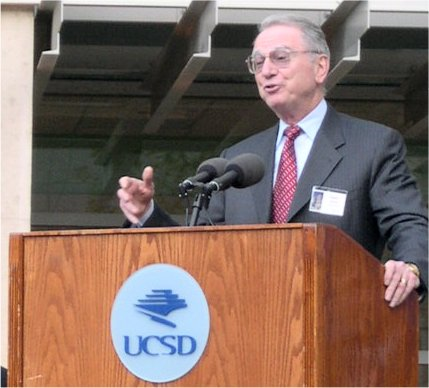
الحائز على جائزة IEEE إروين جاكوبس

## المضايقات
مع حلول 15 أكتوبر 2018، تم إصدار قانون جديد ينص على:
«يتم سحب زمالة الفرد في حالة ثبوت حالات سوء السلوك العلمي أو في حالة انتهاك خطير للأخلاقيات المهنية».
الأمر الذي دعمته مارغريت هامبورغ، رئيسة الرابطة الأمريكية، وصرحت قائلة: «لا مكان لهذا في العلم».
سمح هذا القانون بمعاقبة فرانسيسكو أيالا من جامعة كاليفورنيا، إرفاين، وتوماس جيسيل مدير جامعة كاليفورنيا، لورنس كراوس مدير جامعة ولاية أريزونا، تيمبي، وإندر فيرما مدير سابق في معهد سولك للدراسات البيولوجية في سان دييغو، كاليفورنيا.

## وصلات خارجية
- الموقع الرسمي للجمعية الأمريكية لتقدم العلوم.